# Roberto Quintanilla (Rennfahrer)
Roberto Quintanilla (* 27. Dezember 1947 in Mexiko-Stadt) ist ein ehemaliger mexikanischer Unternehmer und Autorennfahrer.

## Unternehmer
Roberto Quintanilla gründete 1974 in Nuevo Laredo ein kleines Transportunternehmen, das sich über die Jahre zu einem der größten Logistiker im Norden von Mexiko entwickelte. Heute wird Transportes Quintanilla in zweiter Generation von Quintanillas Söhnen geführt und hat außer in Mexiko auch Filialen in den Vereinigten Staaten und Kanada.

## Karriere als Rennfahrer
Roberto Quintanilla war mehr als drei Jahrzehnte ein aktiver Rennfahrer. Er startete viele Jahre in der Formel Atlantic sowie bei GT- und Sportwagenrennen. 1986 wurde er Zweiter in der WCAR/SCCA Pro Formula Atlantic Championship und 1991 Neunter in der Indy-Lights-Serie.
Seine größten Erfolge im Sportwagensport waren die dritten Plätze in der Gesamtwertung beim 6-Stunden-Rennen von Mid-Ohio 1975 und beim 12-Stunden-Rennen von Sebring 1976.

## Statistik

### Sebring-Ergebnisse
| Jahr | Team                              | Fahrzeug            | Teamkollege             | Platzierung | Ausfallgrund |
| ---- | --------------------------------- | ------------------- | ----------------------- | ----------- | ------------ |
| 1972 | Roberto Quintanilla               | Chevrolet Camaro    | José Martínez           | Ausfall     | Unfall       |
| 1975 | Roberto Quintanilla               | Porsche Carrera RSR | David Loring            | Ausfall     | Defekt       |
| 1976 | John McClelland                   | Porsche Carrera RSR | Roberto González senior | Rang 3      |              |
| 1997 | Kopf Precision Race Products Team | Keiler KII          | Jeff Ward               | Ausfall     | Mechanik     |

### Einzelergebnisse in der Sportwagen-Weltmeisterschaft
| Saison | Team                | Rennwagen        | 1   | 2   | 3   | 4   | 5   | 6   | 7   | 8   | 9   | 10  | 11  |
| ------ | ------------------- | ---------------- | --- | --- | --- | --- | --- | --- | --- | --- | --- | --- | --- |
| 1972   | Roberto Quintanilla | Chevrolet Camaro | BUA | DAY | SEB | BRH | MON | SPA | TAR | NÜR | LEM | ZEL | WAT |
| 1972   | Roberto Quintanilla | Chevrolet Camaro | DNF |     |     |     |     |     |     |     |     |     |     |
| 1973   | Roberto Quintanilla | Porsche 914      | DAY | VAL | DIJ | MON | SPA | TAR | NÜR | LEM | ZEL | WAT |     |
| 1973   | Roberto Quintanilla | Porsche 914      | 19  |     |     |     |     |     |     |     |     |     |     |